# Vạn Lập Tuấn
Vạn Lập Tuấn (tiếng Trung giản thể: 万立骏, bính âm Hán ngữ: Wàn Lìjùn, sinh tháng 7 năm 1957, người Hán) là nhà khoa học hóa lý, chính trị gia nước Cộng hòa Nhân dân Trung Hoa. Ông là Ủy viên Ủy ban Trung ương Đảng Cộng sản Trung Quốc khóa XX, khóa XIX, Ủy viên dự khuyết khóa XVIII, hiện là Bí thư Đảng tổ, Chủ tịch Hội Liên hiệp Hoa kiều về nước Trung Quốc. Ông từng là Hiệu trưởng Đại học Khoa học và Kỹ thuật Trung Quốc; Sảnh trưởng Sảnh nghiên cứu Hóa học, Viện Khoa học Trung Quốc.
Vạn Lập Tuấn là đảng viên Đảng Cộng sản Trung Quốc, học hàm, học vị là Nghiên cứu viên, Giáo sư, Tiến sĩ Hóa lý, giữ nhiều chức danh, danh hiệu khoa học như Viện sĩ Viện Khoa học Trung Quốc, Viện sĩ Viện Hàn lâm Khoa học Thế giới, Học giả Hội Hóa học Hoàng gia, Thành viên Hiệp hội Hóa học Hoa Kỳ. Ông có sự nghiệp khoa học chủ yếu nghiên cứu về kính hiển vi quét đường hầm (STM) nâng cao theo hóa lý học, khoa học vật liệu nano.

## Xuất thân và giáo dục
Vạn Lập Tuấn sinh tháng 7 năm 1957 tại huyện Tân Kim (nay là quận Phổ Lan Điếm) thành phố Đại Liên, tỉnh Liêu Ninh, Cộng hòa Nhân dân Trung Hoa. Sau khi tốt nghiệp phổ thông năm 1973, ông được điều tham gia phong trào Vận động tiến về nông thôn, lao động với các công việc là dạy học tiểu học, là phóng viên, biên tập viên báo địa phương ở công xã Song Tháp (双塔公社) của huyện Tân Kim. Năm 1977, sau khi phong trào kết thúc, ông thi vào Đại học Công nghệ Đại Liên, học Khoa Cơ giới từ tháng 3 năm 1977 và tốt nghiệp Cử nhân chuyên ngành Vật liệu kim loại và xử lý nhiệt vào tháng 1 năm 1982. Cuối năm 1984, ông trở lại trường Đại Liên để theo học chương trình sau đại học, nhận bằng Thạc sĩ Kỹ thuật vào tháng 7 năm 1987. Những năm 90, ông sang Nhật Bản, là nghiên cứu sinh ở Sendai, Miyagi trong vùng Tōhoku tại Đại học Tohoku và trở thành Tiến sĩ Kỹ thuật vào tháng 3 năm 1996. Vạn Lập Tuấn được kết nạp Đảng Cộng sản Trung Quốc trong những năm lao động phong trào nông thôn.

## Sự nghiệp

### Khoa học
Tháng 2 năm 1982, sau khi tốt nghiệp trường Đại Liên ở quê nhà, Vạn Lập Tuấn chuyển sang Cát Lâm, được nhận vào Tổng nhà máy Công nghiệp bưu chính viễn thông Cát Lâm làm trợ lý công trình sư ở đây 2 năm. Sau đó, ông về Đại Liên học thạc sĩ, tốt nghiệp thì được Đại học Hàng hải Đại Liên nhận vào làm giảng viên. Được gần 10 năm giai đoạn 1987–96, ông tham gia nghiên cứu khoa học ở Nhật Bản với tư cách là nghiên cứu viên của Đoàn Sự nghiệp chấn hưng kỹ thuật của Đại học Tohoku, là giáo sư khách mời ở Đại học Hokkaido hơn 1 năm và trở lại làm Trợ lý Giáo sư của Đại học Tohoku. Những năm ở Nhật Bản này, ông thi tuyển vượt qua các vòng và được chọn vào danh sách kế hoạch "Trăm nhân tài" (百人计划) của Viện Khoa học Trung Quốc (CAS), hỗ trợ xuất ngoại học tập, nghiên cứu khoa học để rồi hồi hương. Từ tháng 9 năm 1999, ông đồng thời là Nghiên cứu viên của Sảnh nghiên cứu Hóa học của CAS, sau đó trở về Trung Quốc vào đầu năm 2000, làm Sảnh trưởng Sảnh nghiên cứu Hóa học, Chủ nhiệm Trung tâm nghiên cứu Khoa học phân tử từ tháng 2 năm 2004. Năm 2009, ông được bầu làm Viện sĩ Viện Khoa học Trung Quốc, năm 2010 thì được bầu làm Viện sĩ Viện Hàn lâm Khoa học Thế giới, và sau đó được bầu làm Học giả (Fellow) của Hội Hóa học Hoàng gia từ năm 2014, Thành viên Hiệp hội Hóa học Hoa Kỳ.
Trong sự nghiệp khoa học, Vạn Lập Tuấn tập trung nghiên cứu và phát triển công nghệ hình ảnh ổn định có độ phân giải cao của ECSTM (Electrochemical scanning tunneling microscope), một phương thức phát triển kính hiển vi quét xuyên hầm (STM), và một loạt các phương pháp lắp ráp phân tử bề mặt, quy luật hấp phụ và lắp ráp của các phân tử bề mặt dựa trên các tương tác khác nhau được đề xuất và áp dụng vào việc nghiên cứu các vấn đề vật lý lẫn hóa học cơ bản như lắp ráp phân tử bề mặt, biến đổi cấu trúc và di chuyển phân tử, nguyên tử. Các nghiên cứu của ông về cơ chế hấp phụ bề mặt và cơ chế hình ảnh STM của nhiều loại phân tử bất đối khác nhau đã cung cấp một phương pháp khác để xác định bề mặt không đối xứng và nghiên cứu cấu trúc. Bên cạnh đó, ông nghiên cứu tại sự giao thoa giữa điện hóa học và khoa học nano, cấu trúc tổ hợp micro-nano và công nghệ mạng carbon được phát triển đã cải thiện đáng kể hiệu suất điện xúc tác và tốc độ vận chuyển điện tích của vật liệu nano. Theo dữ liệu Scopus, tính đến tháng 8 năm 2022, ông đã xuất bản hơn 600 bài báo, công trình khoa học, được tham chiếu hơn 55.000 lần bởi hơn 43.000 công trình khoa học khác.

### Chính trường
Tháng 11 năm 2012, Vạn Lập Tuấn tham gia Đại hội Đảng Cộng sản Trung Quốc lần thứ XVIII, được bầu làm Ủy viên dự khuyết Ủy ban Trung ương Đảng Cộng sản Trung Quốc khóa XVIII nhiệm kỳ 2012–17. Đến tháng 3 năm 2015, ông được bổ nhiệm làm Hiệu trưởng Đại học Khoa học và Công nghệ Trung Quốc, cấp phó bộ trưởng, sau đó cũng là Phó Bí thư Đảng ủy trường từ tháng 3 năm 2017. Tháng 5 năm 2017, ông được điều sang khối đoàn thể nhân dân, bổ nhiệm làm Bí thư Đảng tổ của Hội Liên hiệp Hoa kiều về nước Toàn quốc Trung Hoa, sau đó được bầu làm Chủ tịch của tổ chức này. Tháng 10 năm 2017, ông tiếp tục tham gia đại hội đại biểu toàn quốc, đắc cử Ủy viên Ủy ban Trung ương Đảng Cộng sản Trung Quốc khóa XIX tại Đại hội Đảng Cộng sản Trung Quốc lần thứ XIX. Cuối năm 2022, ông tham gia Đại hội thứ XX từ đoàn đại biểu cơ quan Trung ương Đảng và Nhà nước. Tháng 10 năm 2022, ông tham gia Đại hội Đảng Cộng sản Trung Quốc lần thứ XX, tái đắc cử là Ủy viên Ủy ban Trung ương Đảng Cộng sản Trung Quốc khóa XX.

## Giải thưởng
Trong sự nghiệp của mình, Vạn Lập Tuấn được trao nhiều giải thưởng khoa học, lao động, trong đó có:
- Giải Nhất khoa học kỹ thuật Bắc Kinh với công trình "Nghiên cứu xây dựng cấu trúc nano phân tử ở giới diện rắn–lỏng và STM điện hóa" (固液界面分子纳米结构构筑及电化学扫描隧道显微镜研究), 2005;
- Giải Nhì Khoa học tự nhiên Quốc gia Trung Quốc với công trình "Nghiên cứu lắp ráp và điều chỉnh phân tử của giới diện rắn–lỏng và STM điện hóa" (固液界面的分子组装与调控及电化学STM研究), 2007;
- Giải thưởng Hóa học (Chemistry Award) của Viện Hàn lâm Khoa học Thế giới, 2009;